# Makarora (Neuseeland)
Makarora ist eine kleine Siedlung im Queenstown-Lakes District der Region Otago auf der Südinsel von Neuseeland.

## Geographie
Die Siedlung befindet sich rund 10 km nordnordöstlich des Lake Wānaka im Tal des Makarora River und westlich am Fuße der McKerrow Range. Der New Zealand State Highway 6 führt von Wanaka kommend zwischen dem Fluss und der Siedlung nach Norden zum Haast Pass/Tioripatea und weiter zum 45 km nordwestlich gelegenen Haast. Der nächste größere Ort ist Wanaka, rund 52 km südlich.

## Tourismus
Örtliche Touristikangebote sind Rundflüge und Jetboat-Fahrten auf dem Makarora River. Aktivitäten im Umland umfassen Angeln, Jagd und Bergsteigen im Nationalpark.